# Xingzhuang
Xingzhuang (kinesiska: 邢庄, 邢庄乡) är en socken i Kina. Den ligger i provinsen Henan, i den centrala delen av landet, omkring 59 kilometer sydost om provinshuvudstaden Zhengzhou. Antalet invånare är 50 319. Befolkningen består av 24 353 kvinnor och 25 966 män. Barn under 15 år utgör 23,0 %, vuxna 15-64 år 68 %, och äldre över 65 år 7,0 %.
Genomsnittlig årsnederbörd är 737 millimeter. Den regnigaste månaden är juli, med i genomsnitt 173 mm nederbörd, och den torraste är januari, med 3 mm nederbörd.